# Coppa delle nazioni oceaniane femminile 2007
La Coppa delle nazioni oceaniane femminile 2007, ufficialmente 2007 OFC Women's Championship, è stata l'ottava edizione ufficiale della manifestazione, programmata fra il 9 e il 13 aprile 2007 in Papua Nuova Guinea. Il torneo, riservato alle Nazionali di calcio femminile oceaniane, fu organizzato dalla Oceania Football Confederation (OFC).
La Nuova Zelanda, alla sua terza vittoria in assoluto, vinse il torneo subendo una rete e conquistando così, come da regolamento, l'unico posto disponibile per la fase finale del Campionato mondiale femminile di calcio 2007.

## Squadre
Delle undici Nazionali affiliate OFC che potevano accedere al torneo, hanno ottenuto la qualificazione alla fase finale del torneo le seguenti quattro:
- Nuova Zelanda
- Papua Nuova Guinea
- Isole Salomone
- Tonga

## Città e stadi
L'unico impianto che ospitò gli incontri fu il Sir Ignatius Kilage Stadium di Lae.

## Formula del torneo
Le quattro squadre che si sono qualificate per la fase finale si affrontavano in un solo girone all'italiana, con la miglior classificata che ottiene la qualificazione al Mondiale di Cina 2007.

## Incontri
| Squadra            | P.ti | G | V | N | P | GF | GS | DR  |
| ------------------ | ---- | - | - | - | - | -- | -- | --- |
| Nuova Zelanda      | 9    | 3 | 3 | 0 | 0 | 21 | 1  | +20 |
| Papua Nuova Guinea | 6    | 3 | 2 | 0 | 1 | 7  | 8  | -1  |
| Tonga              | 1    | 3 | 0 | 1 | 2 | 1  | 7  | -6  |
| Isole Salomone     | 1    | 3 | 0 | 1 | 2 | 1  | 14 | -13 |

| Arbitro: | Job Minan Ponis |

|                                                          |           |          |
| Yallop 8’, 73’ Henderson 13’, 53’ Erceg 17’ Thompson 81’ | Marcatori | 85’ Feke |

| Lae 9 aprile 2007                                                                             | Papua Nuova Guinea | 6 – 1 referto | Isole Salomone | Sir Ignatius Kilage Stadium |
| \| \| \| \| \| Chalau 8’, 48’ Siniu 40’, 50’, 66’ Galo 45’ (aut.) \| Marcatori \| 44’ Fula \| |                    |               |                |                             |
|                                                                                               |                    |               |                |                             |
| Chalau 8’, 48’ Siniu 40’, 50’, 66’ Galo 45’ (aut.)                                            | Marcatori          | 44’ Fula      |                |                             |

| Lae 11 aprile 2007                                                                                              | Nuova Zelanda | 8 – 0 referto | Isole Salomone | Sir Ignatius Kilage Stadium |
| \| \| \| \| \| Ferrara 4’, 22’ N. Smith 32’, 45+2’, 62’ Percival 38’ R. Smith 52’ Kete 90+1’ \| Marcatori \| \| |               |               |                |                             |
| |               |               |                |                             |
| Ferrara 4’, 22’ N. Smith 32’, 45+2’, 62’ Percival 38’ R. Smith 52’ Kete 90+1’                                   | Marcatori     |               |                |                             |

| Arbitro: | Lencie Fred |

|                    |           |  |
| Niukapu 63’ (aut.) | Marcatori |  |

| Arbitro: | Amelia Morris |

|  |           |                                                                               |
|  | Marcatori | 20’ N. Smith 23’ Thompson 26’ Percival 30’, 65’ Yallop 63’ Green 85’ Moorwood |

| Lae 13 aprile 2007 | Tonga | 0 – 0 referto | Isole Salomone | Sir Ignatius Kilage Stadium |

## Classifica marcatrici
4 reti
- N. Smith
- Kirsty Yallop

3 reti
- Deslyn Siniu

2 reti
- Simone Ferrara
- Wendi Henderson
- Ria Percival
- Zoe Thompson
- Jacqueline Chalau

1 rete
- Abby Erceg
- Anna Green
- Emma Kete
- Hayley Moorwood
- Rebecca Smith
- Prudence Fula
- Vasi Feke

autoreti
- Audry Galo (pro Papua Nuova Guinea)
- Mele Vaisioa Mahe Niukapu (pro Papua Nuova Guinea)